# Leptocnemis strigosa
Leptocnemis strigosa är en skalbaggsart som beskrevs av Hermann Burmeister 1844. Leptocnemis strigosa ingår i släktet Leptocnemis och familjen Melolonthidae. Inga underarter finns listade i Catalogue of Life.